# Lijst van weg- en veldkruisen in Brunssum
Dit is een onvolledige lijst van weg- en veldkruisen in de gemeente Brunssum. Onder kruisen wordt verstaan: alle weg-, veld- en hagelkruisen ed. De kruisen op kerkhoven of op gevels en daken van gebouwen zijn buiten beschouwing gelaten.
Bij enkele kruisen staat het huisnummer aangegeven van de woning die erbij ligt.
| Adres                                    | Plaats   | Plaatsingsjaar | Soort kruis | Extra informatie                | Foto |
| ---------------------------------------- | -------- | -------------- | ----------- | ------------------------------- | ---- |
| Akerstraat                               | Brunssum |                |             |                                 |      |
| Akerstraat-Heerenweg                     | Brunssum |                |             |                                 |      |
| Boschstraat-Bouwbergstraat               | Brunssum |                |             |                                 |      |
| Bouwbergstraat-Oelovenstraat             | Brunssum |                |             |                                 |      |
| Clerckstraat-Schepenstraat               | Brunssum |                |             |                                 |      |
| Dorpstraat-Prins Hendriklaan             | Brunssum |                |             |                                 |      |
| Emmaweg-Cronjéstraat                     | Brunssum |                |             |                                 |      |
| Essenstraat-Lindestraat                  | Brunssum |                |             |                                 |      |
| Gouverneurstraat-Kennedylaan             | Brunssum |                |             |                                 |      |
| Haefland-Schinvelderstraat               | Brunssum |                |             |                                 |      |
| Heugerstraat-Prins Hendriklaan           | Brunssum |                |             |                                 |      |
| Ingenieur op den Kampstraat (vijverpark) | Brunssum |                |             |                                 |      |
| Julianstraat-Kerkeveldstraat             | Brunssum |                |             |                                 |      |
| Kennedylaan-Merkelbeekerstraat           | Brunssum |                |             |                                 |      |
| Kloosterstraat-Raadhuisstraat            | Brunssum |                |             |                                 |      |
| Kruisbergstraat (bij nr. 80)             | Brunssum |                |             |                                 |      |
| Maesstraat (heemtuin)                    | Brunssum |                |             |                                 |      |
| Meybrug-Oelovenstraat                    | Brunssum |                |             |                                 |      |
| Merkelbeekerstraat-Titus Brandsmastraat  | Brunssum | 1910           |             | Stond vroeger voor het klooster |      |
| Pasteurstraat-Sint Gregoriuslaan         | Brunssum |                |             |                                 |      |
| Rembrandtstraat-Rimburgerweg             | Brunssum |                |             |                                 |      |
| Rumpenerstraat (bij nr. 94)              | Brunssum |                |             |                                 |      |
| Thalesstraat-Wenkebachstraat             | Brunssum | 1737           |             |                                 |      |
| Trichterweg-Wijenweg                     | Brunssum |                |             |                                 |      |